# Amanita calyptroderma
Amanita calyptroderma (лат.) — вид грибов, входящий в секцию Caesarea рода мухомор (Amanita).

## Синонимы
- Amanita calyptrata Peck, 1899, nom. illeg.
- Amanita lanei (Murrill) Sacc. & Trotter, 1925
- Venenarius lanei Murrill, 1914

## Описание
- Шляпка 8—25 см в диаметре, сначала выпуклой, затем почти плоской формы, с рубчатым краем, частично покрытая характерным толстым остатком покрывала белого цвета, сама поверхность шляпки гладкая, во влажную погоду слизистая, осенью тёмно-коричневая или оранжево-коричневая, у весенней формы, нередко выделяемой в отдельный вид, лимонно-жёлтая или жёлто-коричневая, очень редко белая, с возрастом выцветающая.
- Гименофор пластинчатый. Пластинки приросшие к ножке или свободные от неё, частые, белого или кремового цвета.
- Мякоть белого или кремового цвета, без особого запаха.
- Ножка 10—20 см длиной и 15—40 мм толщиной, более или менее ровная, полая или с ватной мякотью, окраска варьирует от белой до светло-жёлтой. Кольцо хрупкое, располагается в верхней части ножки. Вольва белая, мешковидная.
- Споровый порошок белого цвета. Споры 8—11×5—6 мкм, неамилоидные, эллиптической формы, гладкие.

## Экология
Произрастает обычно небольшими группами в смешанных лесах, поздней осенью и ранней зимой. Весной встречается светло-жёлтая форма.